# Exechonella paucipunctata
Exechonella paucipunctata is een uitgestorven mosdiertjessoort uit de familie van de Exechonellidae. De wetenschappelijke naam van de soort is voor het eerst geldig gepubliceerd in 1956 door Brown.